# Leichtathletik-Länderkampf der Frauen 1969 BR Deutschland – USA
| 14. Leichtathletik-Länderkampf mit bundesdeutscher Beteiligung 1969 | 14. Leichtathletik-Länderkampf mit bundesdeutscher Beteiligung 1969 |
| ------------------------------------------------------------------- | ------------------------------------------------------------------- |
|                                                                     |                                                                     |
| Ländervergleich der Frauen: BR Deutschland – USA                    |                                                                     |
| Austragungsort                                                      | Augsburg                                                            |
| Wettbewerbe                                                         | 13                                                                  |
| Datum                                                               | 5./6. August                                                        |
| 1. FRG 2. USA                                                       | 68 Punkte 66 Punkte                                                 |
| Chronik                                                             |                                                                     |
| ← FRG-USA (M)                                                       | FRG-GBR (M) →                                                       |

Im vierzehnten Vergleich des Länderkampfjahres 1969 bestritten die bundesdeutschen Frauen am 5./6. August ihren eigenen Länderkampf, den letzten vor den Europameisterschaften, gegen die USA. Es war das vierte Aufeinandertreffen der beiden Länder, das wie die parallel ausgetragene Männerbegegnung in Augsburg stattfand. Zwei der vorangegangenen Begegnungen hatten die bundesdeutschen Leichtathletinnen für sich entschieden, eine die US-Amerikanerinnen. Immer war der Ausgang sehr knapp gewesen.

## Wettbewerbe und Modus
Auf dem Programm standen die nun üblichen dreizehn Wettbewerbe, die das damalige olympische Frauenprogramm komplett abdeckten und darüber hinaus den 1500-Meter-Lauf und die 4-mal-400-Meter-Staffel beinhalteten. Anstelle des Hürdenlaufs über 80 Meter wurde der 100-Meter-Hürdenlauf ausgetragen. Die Wertung erfolgte in allen Disziplinen nach dem Standardsystem.

## Ergebnis
Auch dieses Mal gab es wieder eine sehr enge Auseinandersetzung zwischen den beiden Ländern. Die Ergebnisse in den verschiedenen Bereichen waren sehr unterschiedlich. Fünf Laufwettbewerbe gingen bei vier Doppelerfolgen an die US-Amerikanerinnen, die bundesdeutschen Leichtathletinnen gewannen lediglich den 800-Meter-Lauf. Auch die beiden Staffeln sicherten sich die US-Sportlerinnen. Ganz anders sah das in den technischen Disziplinen aus. Die beiden Sprungwettbewerbe und drei Wurf-/Stoßdisziplinen verbuchte die Bundesrepublik Deutschland bei je zwei Doppelerfolgen ausnahmslos für sich. Daraus ergab sich unter Berücksichtigung der dritten und vierten Plätze im Gesamtresultat der dritte bundesdeutsche Sieg gegen diese Gegnerinnen mit diesmal 68 zu 66 Punkten.

## Legende
Kurze Übersicht zur Bedeutung der Symbolik – so üblicherweise auch in sonstigen Veröffentlichungen verwendet:
| NMH | keine Höhe (No Mark)  |
| ogV | ohne gültigen Versuch |

## Resultate

### 100 m
| Platz | Athletin           | Land | Zeit (s) |
| ----- | ------------------ | ---- | -------- |
| 1     | Barbara Ferrell    | USA  | 11,5     |
| 2     | Iris Davis         | USA  | 11,5     |
| 3     | Bärbel Hähnle      | FRG  | 11,9     |
| 4     | Kirsten Roggenkamp | FRG  | 11,9     |

Datum: 5. August

### 200 m
| Platz | Athletin         | Land | Zeit (s) |
| ----- | ---------------- | ---- | -------- |
| 1     | Barbara Ferrell  | USA  | 23,7     |
| 2     | Pam Greene       | USA  | 24,2     |
| 3     | Rita Jahn        | FRG  | 24,2     |
| 4     | Elfgard Weismann | FRG  | 24,5     |

Datum: 6. August

### 400 m
| Platz | Athletin       | Land | Zeit (s) |
| ----- | -------------- | ---- | -------- |
| 1     | Kathy Hammond  | USA  | 53,1     |
| 2     | Christa Czekay | FRG  | 54,5     |
| 3     | Christel Frese | FRG  | 54,6     |
| 4     | Joan Pirie     | USA  | 56,0     |

Datum: 5. August

### 800 m
| Platz | Athletin                | Land | Zeit (min) |
| ----- | ----------------------- | ---- | ---------- |
| 1     | Anita Rottmüller-Wörner | FRG  | 2:05,4     |
| 2     | Nancy Shafer            | USA  | 2:06,0     |
| 3     | Maria Strickling        | FRG  | 2:06,6     |
| 4     | Cheryl Toussaint        | USA  | 2:12,1     |

Datum: 5. August

### 1500 m
| Platz | Athletin        | Land | Zeit (min) |
| ----- | --------------- | ---- | ---------- |
| 1     | Francis Larrieu | USA  | 4:18,3     |
| 2     | Doris Brown     | USA  | 4:18,5     |
| 3     | Jutta von Haase | FRG  | 4:26,6     |
| 4     | Gerda Klöpfer   | FRG  | 4:38,3     |

Datum: 6. August

### 100 m Hürden
| Platz | Athletin         | Land | Zeit (s) |
| ----- | ---------------- | ---- | -------- |
| 1     | Mamie Ralins     | USA  | 13,7     |
| 2     | Margit Bach      | FRG  | 14,0     |
| 3     | Ursula Farthmann | FRG  | 14,1     |
| 4     | Deanne Kurth     | USA  | 14,8     |

Datum: 5. August

### 4 × 100 m Staffel
| Platz | Besetzung      | Land                                                   | Zeit (s) |
| ----- | -------------- | ------------------------------------------------------ | -------- |
| 1     | USA            | Mildrette Netter Iris Davis Pam Greene Barbara Ferrell | 44,5     |
| 2     | BR Deutschland | Bärbel Hähnle Elfgard Weismann Rita Jahn Jutta Stöck   | 45,5     |

Datum: 5. August

### 4 × 400 m Staffel
| Platz | Besetzung      | Land                                                      | Zeit (min) |
| ----- | -------------- | --------------------------------------------------------- | ---------- |
| 1     | USA            | Esther Stroy Nancy Shafer Terry Hull Kathy Hammond        | 3:36,1     |
| 2     | BR Deutschland | Inge Eckhoff Antje Gleichfeld Christel Frese Birgit Hefti | 3:40,9     |

Datum: 6. August

### Hochsprung
| Platz | Athletin        | Land | Höhe (m) |
| ----- | --------------- | ---- | -------- |
| 1     | Renate Gärtner  | FRG  | 1,69     |
| 2     | Helga Krieß     | FRG  | 1,69     |
| 3     | Barbara Simpson | USA  | 1,65     |
| NMH   | Diana Waters    | USA  | ogV      |

Datum: 5. August

### Weitsprung
| Platz | Athletin        | Land | Weite (m) |
| ----- | --------------- | ---- | --------- |
| 1     | Heide Rosendahl | FRG  | 6,39      |
| 2     | Ingrid Becker   | FRG  | 6,32      |
| 3     | Martha Watson   | USA  | 6,19      |
| 4     | Willye White    | USA  | 6,17      |

Datum: 6. August

### Kugelstoßen
| Platz | Athletin      | Land | Weite (m) |
| ----- | ------------- | ---- | --------- |
| 1     | Marlene Fuchs | FRG  | 16,30     |
| 2     | Sigrun Kofink | FRG  | 15,24     |
| 3     | Lynn Graham   | USA  | 14,76     |
| 4     | Maren Siedler | USA  | 14,45     |

Datum: 5. August

### Diskuswurf
| Platz | Athletin           | Land | Weite (m) |
| ----- | ------------------ | ---- | --------- |
| 1     | Liesel Westermann  | FRG  | 60,68     |
| 2     | Brigitte Berendonk | FRG  | 50,28     |
| 3     | Ranee Kletschka    | USA  | 47,46     |
| 4     | Nancy Norberg      | USA  | 44,06     |

Datum: 6. August

### Speerwurf
| Platz | Athletin          | Land | Weite (m) |
| ----- | ----------------- | ---- | --------- |
| 1     | Ameli Koloska     | FRG  | 58,00     |
| 2     | Kate Schmidt      | USA  | 51,64     |
| 3     | Barbara Friedrich | USA  | 50,36     |
| 4     | Gisa Jeppener     | FRG  | 48,68     |

Datum: 5. August